# Instytut Genetyki Roślin Polskiej Akademii Nauk
Instytut Genetyki Roślin PAN (IGR PAN) – instytut naukowy Polskiej Akademii Nauk z siedzibą w Poznaniu. 

## Informacje ogólne
Instytut jest ważnym centrum naukowym w zakresie badań genetycznych i molekularnych roślin uprawnych. Misją działania IGR PAN jest prowadzenie prac badawczych w zakresie nauk biologicznych  i rolniczych ze szczególnym uwzględnieniem genetyki  i genomiki roślin oraz upowszechnianie wyników tych badań zgodnie z najwyższymi standardami. IGR PAN, pominąwszy ośrodki uczelniane, jest jedynym instytutem badawczym zajmującym się genetyką roślin w Polsce. 

## Profil badawczy
- genomika,
- cytogenetyka,
- biotechnologia,
- kultury in vitro,
- odporność roślin na stresy,
- biometria
- bioinformatyka.

Instytut posiada uprawnienia do nadawania stopnia doktora i doktora habilitowanego nauk rolniczych w dyscyplinie agronomia.

## Nagroda im. Stefana Barbackiego
Z inicjatywy Instytutu ustanowiono w 1994 r. Krajową Nagrodę Naukową z Zakresu Genetyki Roślin im. Stefana Barbackiego. Corocznie przeprowadzany jest konkurs na najlepsze prace młodych pracowników naukowych.

## Logo HR
W styczniu 2014 roku Komisja Europejska nadała Instytutowi prestiżowe logo HR Excellence in Research premiując tym samym przestrzeganie w IGR zasad Europejskiej Karty Naukowca i Kodeksu Postępowania przy Rekrutacji Naukowców. Informacje o Instytucjach, które posiadają logo HR Excellence in Research znajduje się na portalu EURAXESS.

## Program ERA Chair
Od lipca 2014 roku w IGR PAN realizowany jest pierwszy w Polsce, pilotażowy konkurs na Katedry Europejskiej Przestrzeni Badawczej - ERA Chairs. W ramach projektu o akronimie BIO-TALENT ("The Creation of the Department of Integrative Plant Biology") utworzono Zakład Zintegrowanej Biologii Roślin. Szczegółowe informacje znajdują się na stronie projektu: www.biotalentu.eu.